# Jean Lemierre
Pour les articles homonymes, voir Lemierre.
Jean Lemierre, né le 6 juin 1950 à Sainte-Adresse (Haute-Normandie), est un haut fonctionnaire français. Le 1er décembre 2014 il est nommé président de BNP Paribas et succède à Baudouin Prot.

## Carrière

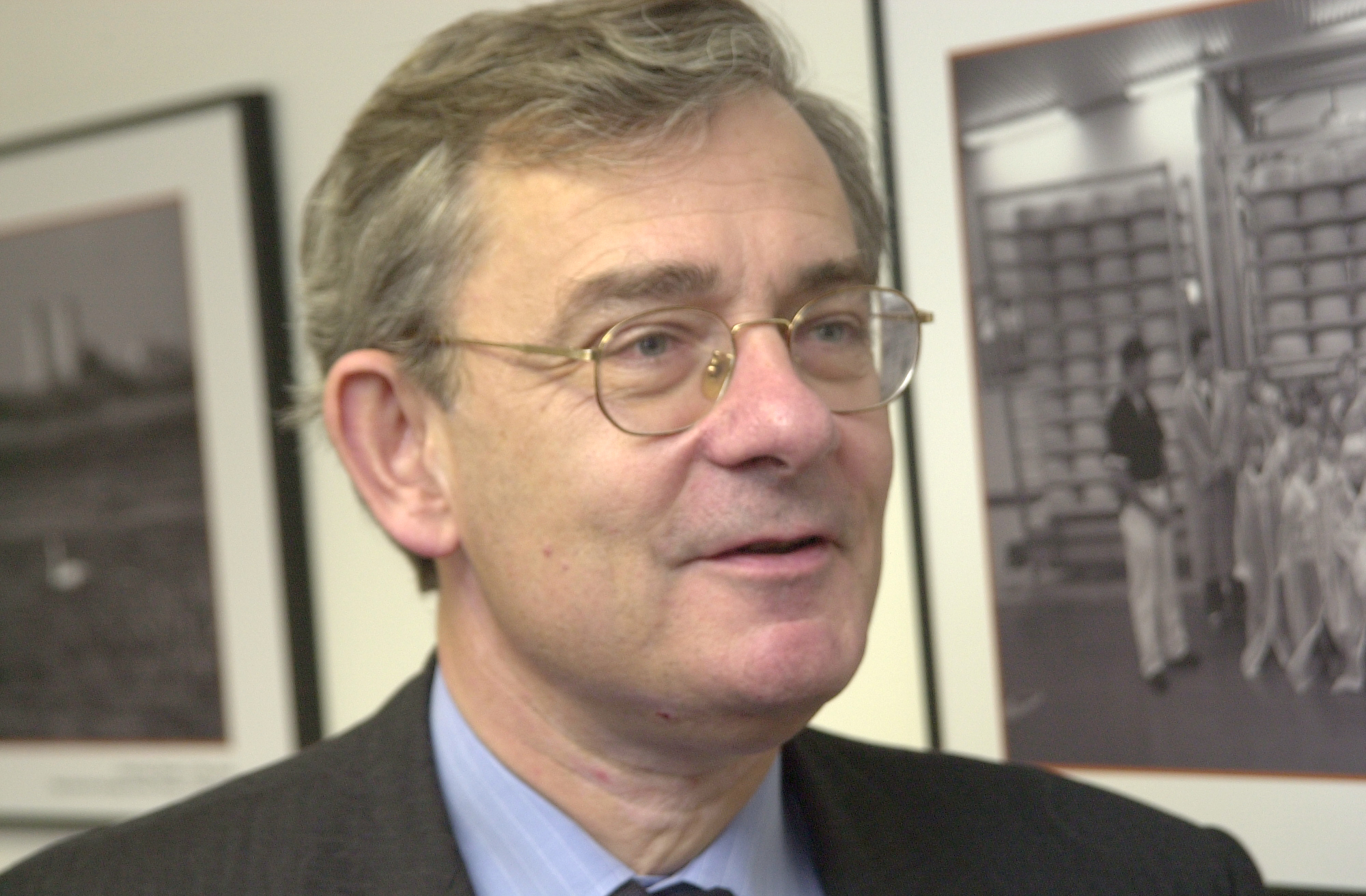
Jean Lemierre en 2002

Diplômé de l'Institut d'études politiques de Paris et de l'École nationale d'administration (1976).
Postes :
- 1980 à 1987 : fonctions dans l'Administration fiscale
- Mars 1987 : Chef du Service de la Législation fiscale
- 1989 à 1995 : Directeur général des Impôts de directeur général des impôts (DGI)
- 1995 à 2000 : directeur du Trésor
- Mai 1995 : Il fut brièvement le directeur de cabinet du ministre des Finances Alain Madelin et de son successeur Jean Arthuis en 1995.
- 1995 à 1998 : Directeur du Trésor Membre du Comité monétaire européen
- 1999 à 2000 : Président du Comité économique et financier de l’Union européenne
- 1999 à 2000 : Président du Club de Paris
- 3 juillet 2000 au 3 juillet 2008 : poste de président de la Banque européenne pour la reconstruction et le développement (BERD)
- Depuis le 1er septembre 2008, il est conseiller auprès du président de BNP Paribas[1]
- À partir du 1er décembre 2014 : Président et Administrateur de BNP Paribas[2]

En janvier 2012, il fait partie du comité de négociation de la dette grecque représentant les créanciers privés détenant de la dette grecque.
Le 1er décembre 2014 Jean Lemierre est nommé président du conseil d'administration de BNP Paribas et succède à Baudouin Prot.
Il est aussi :
- Membre de l’International Advisory Council de China Investment Corporation
- Membre de l’International Advisory Council de China Development Bank
- Membre de l’Institute of International Finance
- Président du Centre d'études prospectives et d'informations internationales
- Membre du bureau exécutif de la Commission trilatérale

## Rémunération
Selon le journal L'Express, sa rémunération en tant que président de la Banque européenne pour la reconstruction et le développement est de 428 000 euros à laquelle s'ajoute la résidence à Londres et une voiture avec chauffeur.

## Décorations
- Officier de la Légion d'honneur Il est fait chevalier le 12 juillet 1996[6], puis est promu officier le 12 juillet 2013[7].
- Officier de l'ordre national du Mérite Il est fait chevalier le 24 mai 1993, puis est promu officier le 14 novembre 2003[8].